# Choana

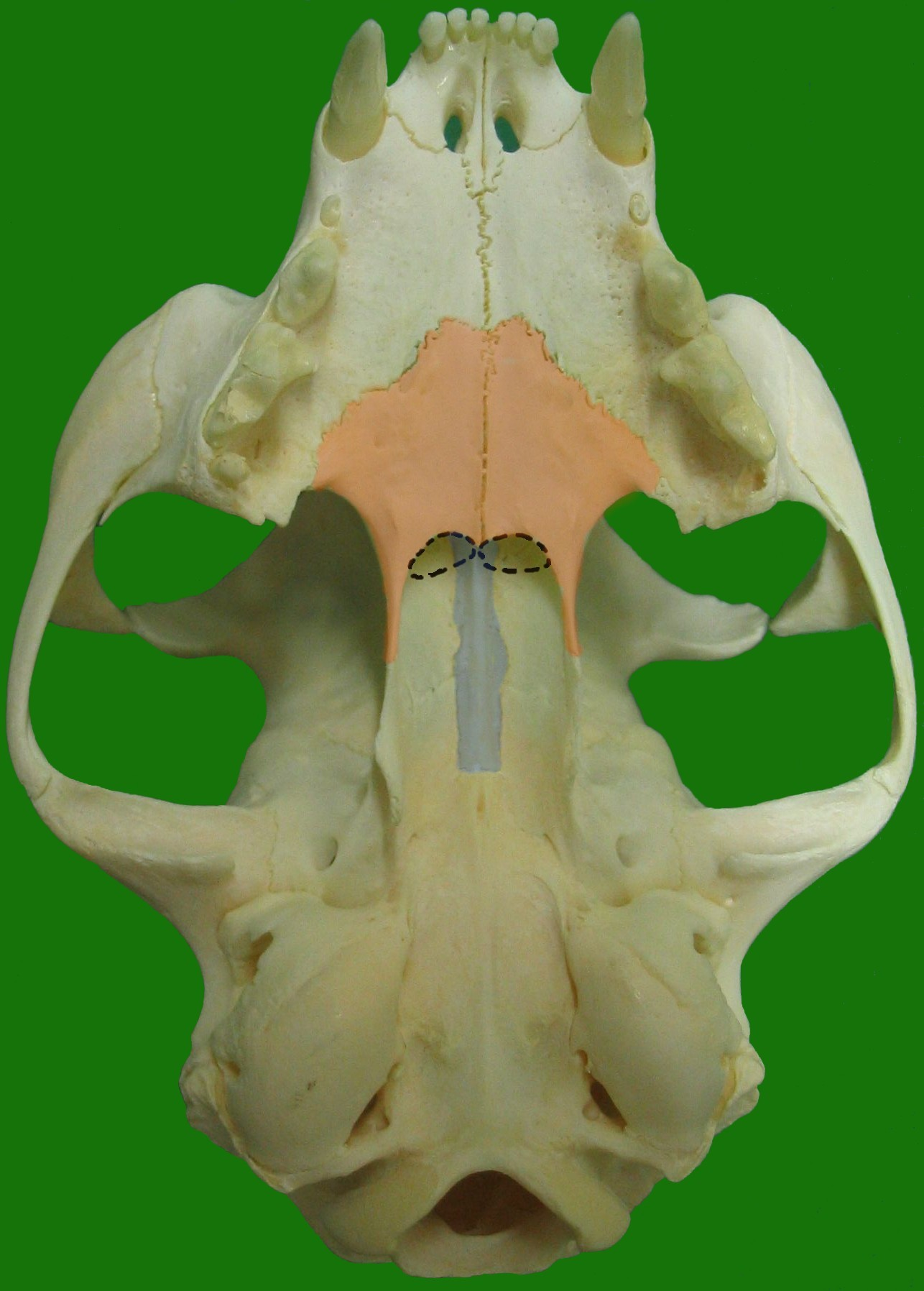
Kočičí lebka, vyznačeny choany

Choana (z řec. choane–nálevka) čili vnitřní nozdra je zadní otvor nosní dutiny, který spojuje tuto dutinu s dutinou ústní.

## Evoluce

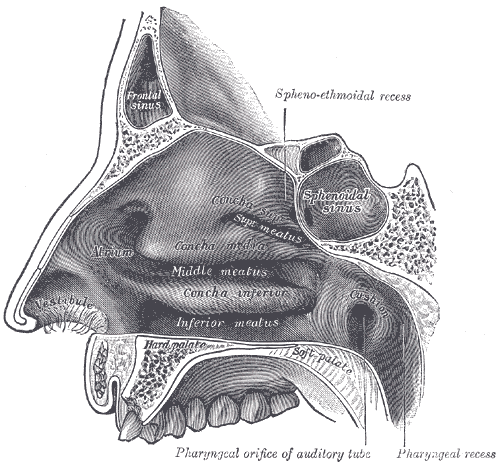
Zobrazení choany v průřezu nosní dutiny a ústní dutiny člověka.

Choana se nejspíše poprvé objevuje u devonských lalokoploutvých ryb ze skupiny Choanata. Tyto lalokoploutvé ryby se považují za předky čtyřnožců včetně člověka. Vznikla zřejmě buď po přesunu zadních nozder předků těchto lalokoploutvých ryb na ústní patro, nebo možná z žaberních štěrbin. Tyto „vnitřní nozdry“ musely v průběhu evoluce vzniknout nezávisle alespoň dvakrát, protože původní prvohorní bahnící mají původní „rybí“ typ nozder.